# Římské mluvící sochy

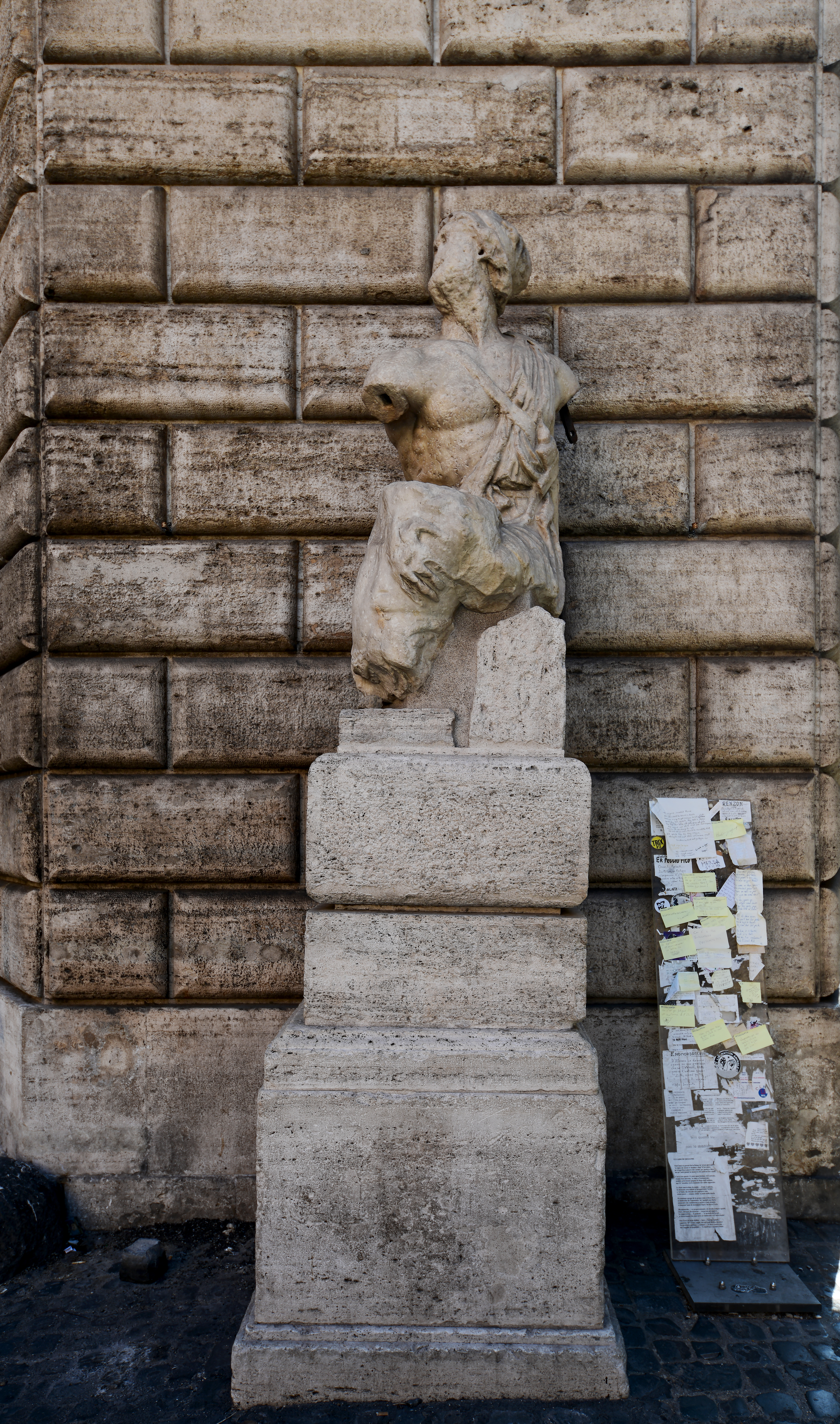
Pasquino

Římské mluvící sochy (Le statue parlanti di Roma) je tradiční označení šesti mramorových soch, na něž od 16. století obyvatelé Říma vyvěšovali anonymní zprávy, obsahující většinou satiru a kritiku namířenou proti světským i církevním vládnoucím kruhům. Tato tradice trvá dodnes, pouze se zprávy nesmí dávat na sochy, ale pouze do jejich okolí.

## Seznam soch
- Pasquino. Jedná se o první  a nejvýznamnější mluvící sochu v Římě. Byla nalezena roku 1501 při stavbě cesty a údajně byla pojmenována podle ševce nebo holiče Pasquina. Ten měl nedaleko krámek a psal své stížnosti a satirické poznámky k událostem, které se mu nelíbily, a připevňoval je k soše. Další občané ho následovali a tradice psaní zlidověla. Od jména sochy je také odvozeno italské slovo pasquinata pro označení hanopisu. Socha pravděpodobně pochází ze 3. století př. n. l. a zobrazuje Meneláa s tělem Patrokla. Stojí na Piazza di Pasquino poblíž Piazza Navona.[3]
- Marforio. Socha pochází pravděpodobně z 1. století a nalezena byla ve 12. století na Augustově fóru nazývaném také někdy Martovo fórum podle velkého Martova chrámu, z čehož údajně pochází také jméno sochy. Její identifikace je doposud předmětem dohadů (je považována za zosobnění Tibery nebo Nilu nebo boha Neptuna. Dnes je uložena v Kapitolských muzeích na nádvoří Palazzo Nuovo (Nový palác).[4]
- Madama Lucrezia. Jedná se o velkou (asi 3 metry vysokou) bustu pravděpodobně zobrazující egyptskou bohyni Isis nebo římskou císařovnu Faustinu, ženu císaře Constantina II. Své jméno má odvozeno od toho, že byla věnována Lucrezii d'Alagno, milence neapolského krále Alfonse Aragonského. Socha je umístěna na rohu mezi Palazzo Venezia a náměstím Piazza di San Marco. a jde o jedinou ženskou mluvící sochu v Římě.[5]
- Abate Luigi (Opat Luigi). Jde o pozdně antickou sochu, zobrazující neznámého Římana v tóze soudce, pojmenovanou podle kostelníka blízkého kostela Chiesa del Santissimo Sudario dei Piemontesi, známého pod tímto jménem. Byla objevena oři vykopávkách v základech Palazzo Vidoni-Caffarelli a roku 1924 byla umístěna na Piazza Vidoni.[6]
- Babuino. Socha zobrazuje boha Siléna ležícího na podstavci fontány a je umístěna na ulici, která se jmenuje podle ní – Via del Babuino. Protože je bůh ošklivý a trochu zdeformovaný, dostal jméno babbuino, resp. babuino (pavián), protože jej lze přirovnat k opici. Jiná teorie říká, že jméno socha dostala podle jiného významu slova babbuino, které také znamená hlupák, ťulpas, hňup, čemuž by výraz sochy odpovídal.[7]
- Facchino. Na rozdíl od ostatních jde o poměrně mladou sochu. Byla vytvořena podle návrhu Jacopina del Conte roku 1580 a představuje nosiče vody. Umístěna je od roku 1874 na Via Lata na boční fasádě Palazzo De Carolis. Poničená tvář muže je výsledkem toho, že na sochu byly v průběhu let házeny dlažební kameny, protože byla považována díky pokrývce hlavy za Martina Luthera.[8]

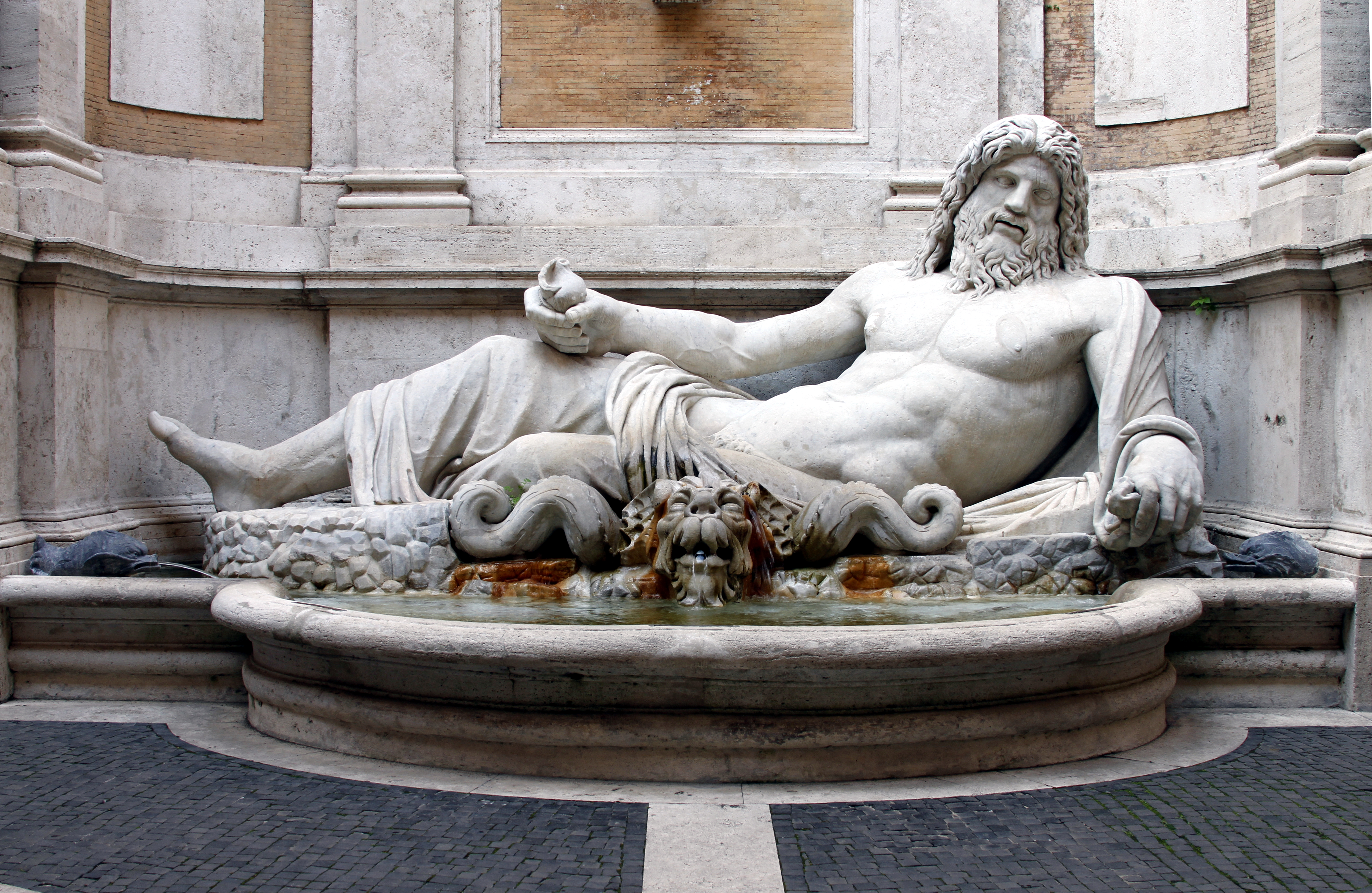
Marforio
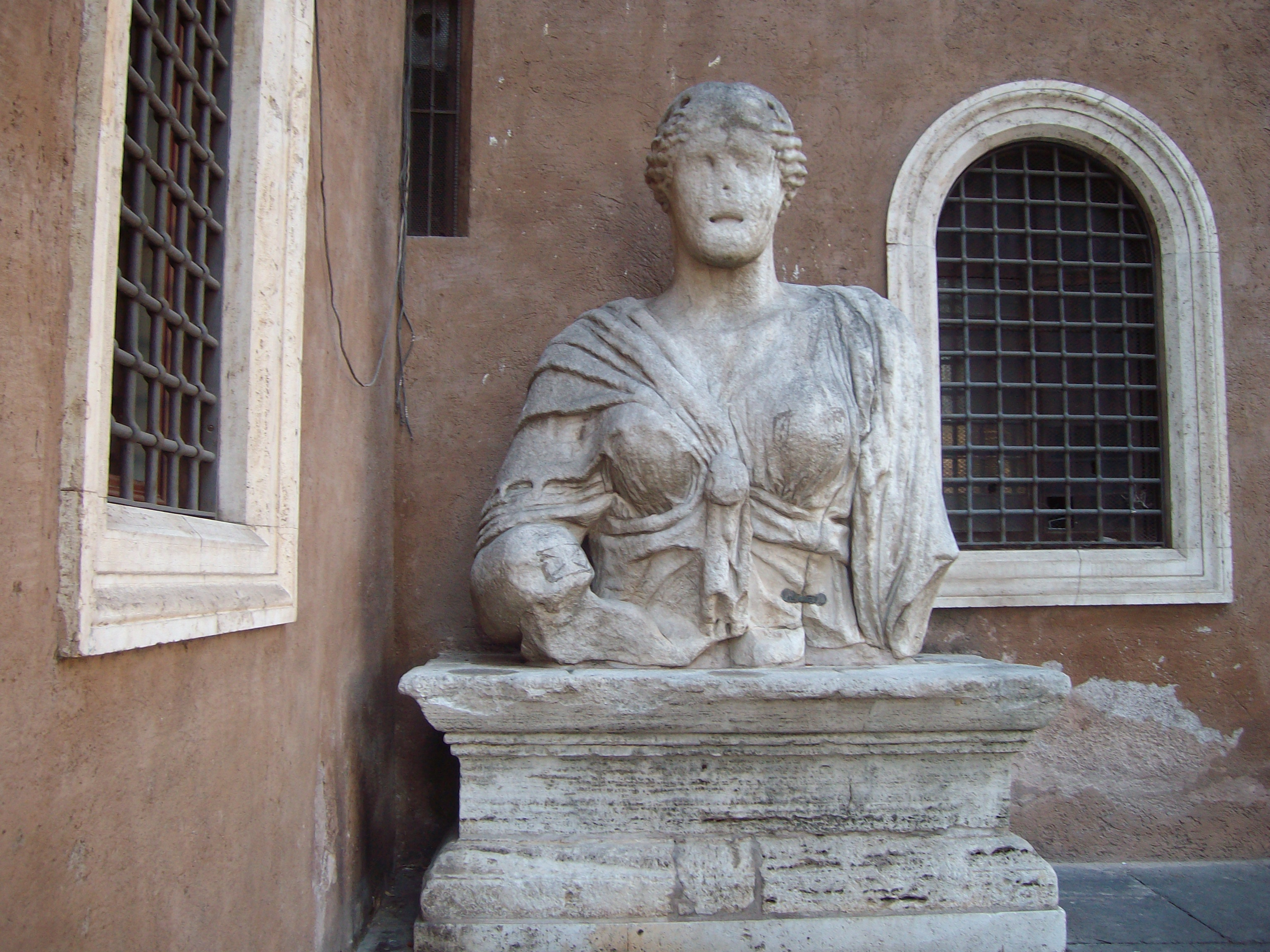
Madama Lucrezia
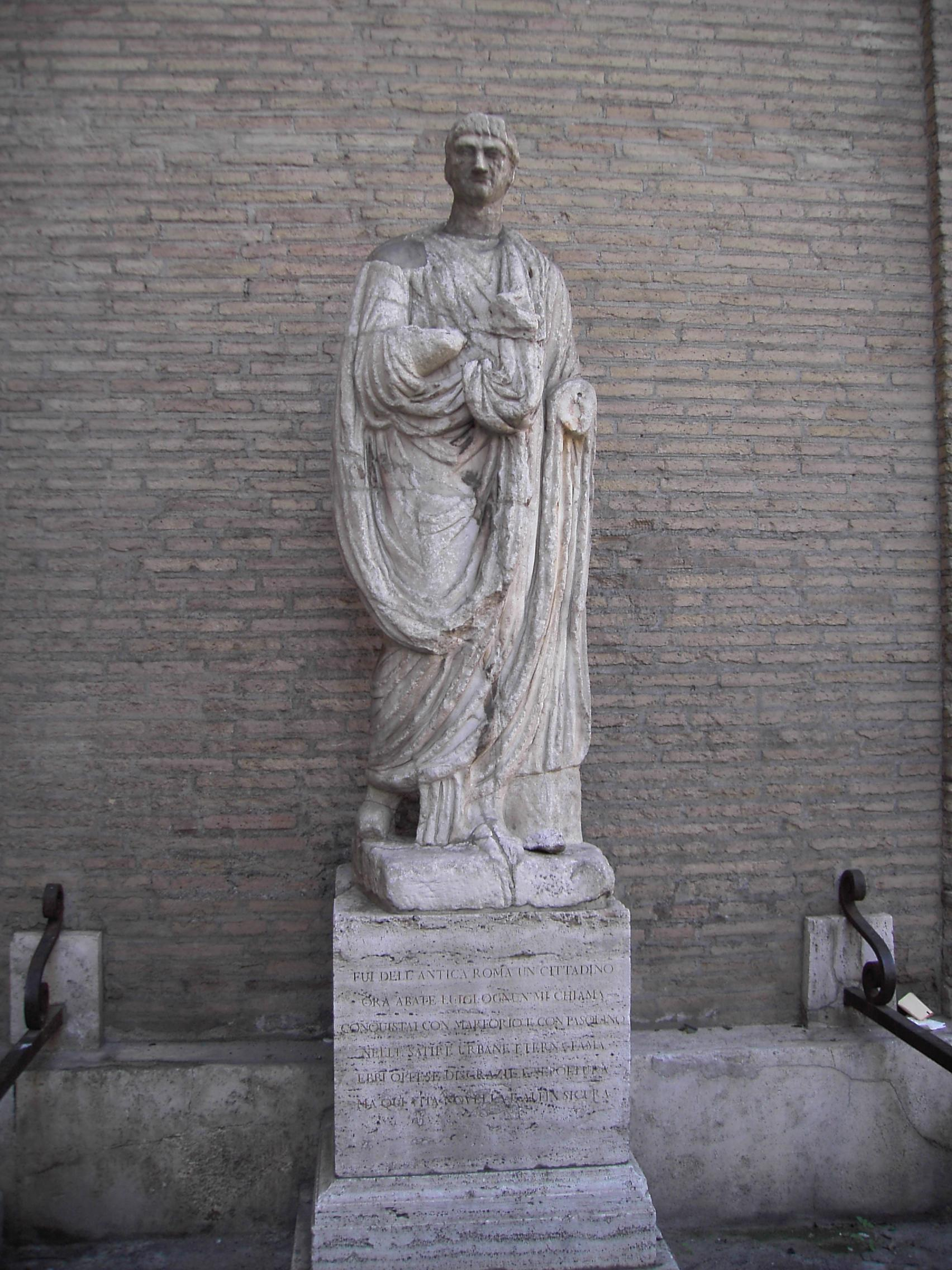
Abate Luigi
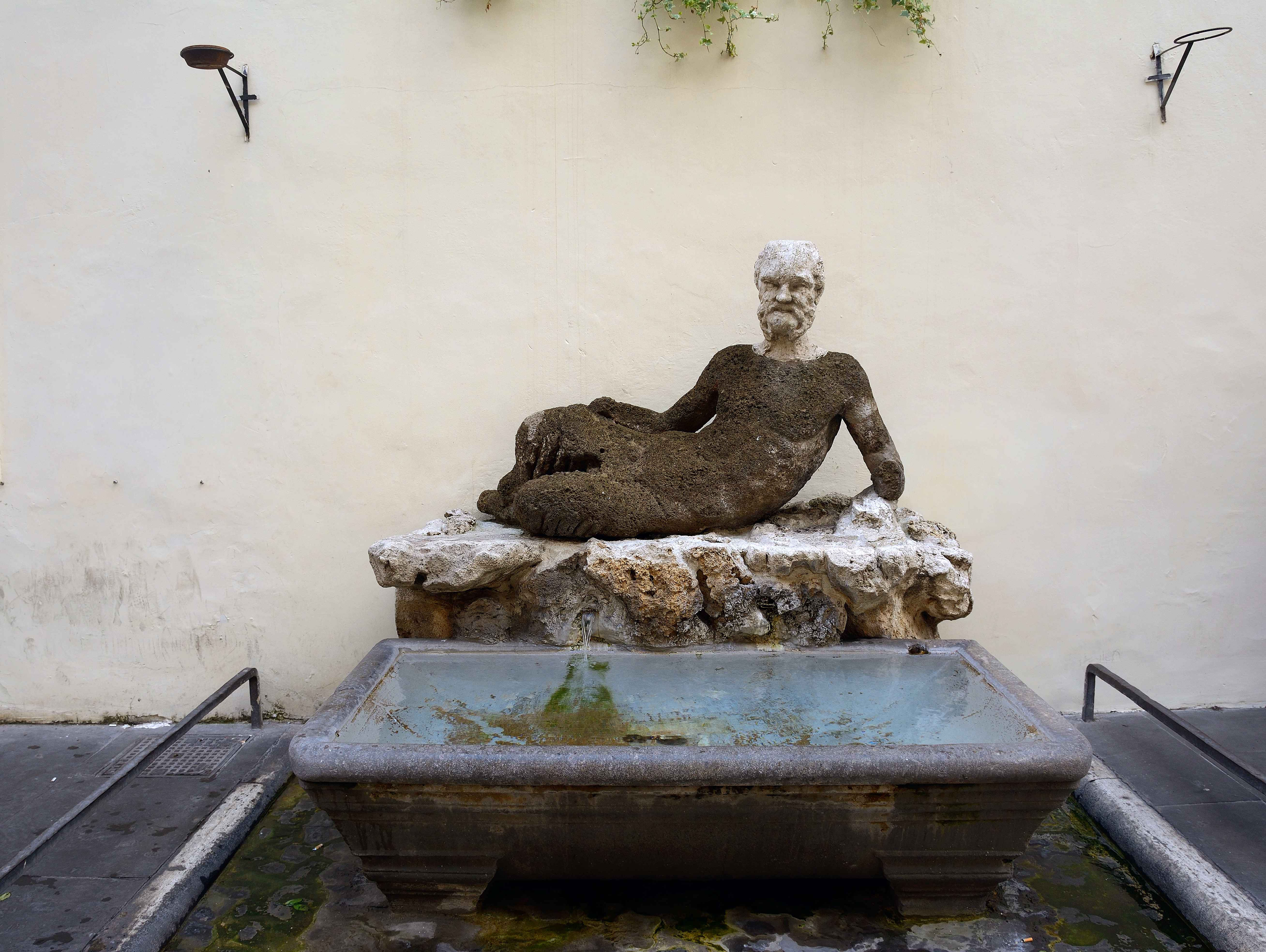
Babuino
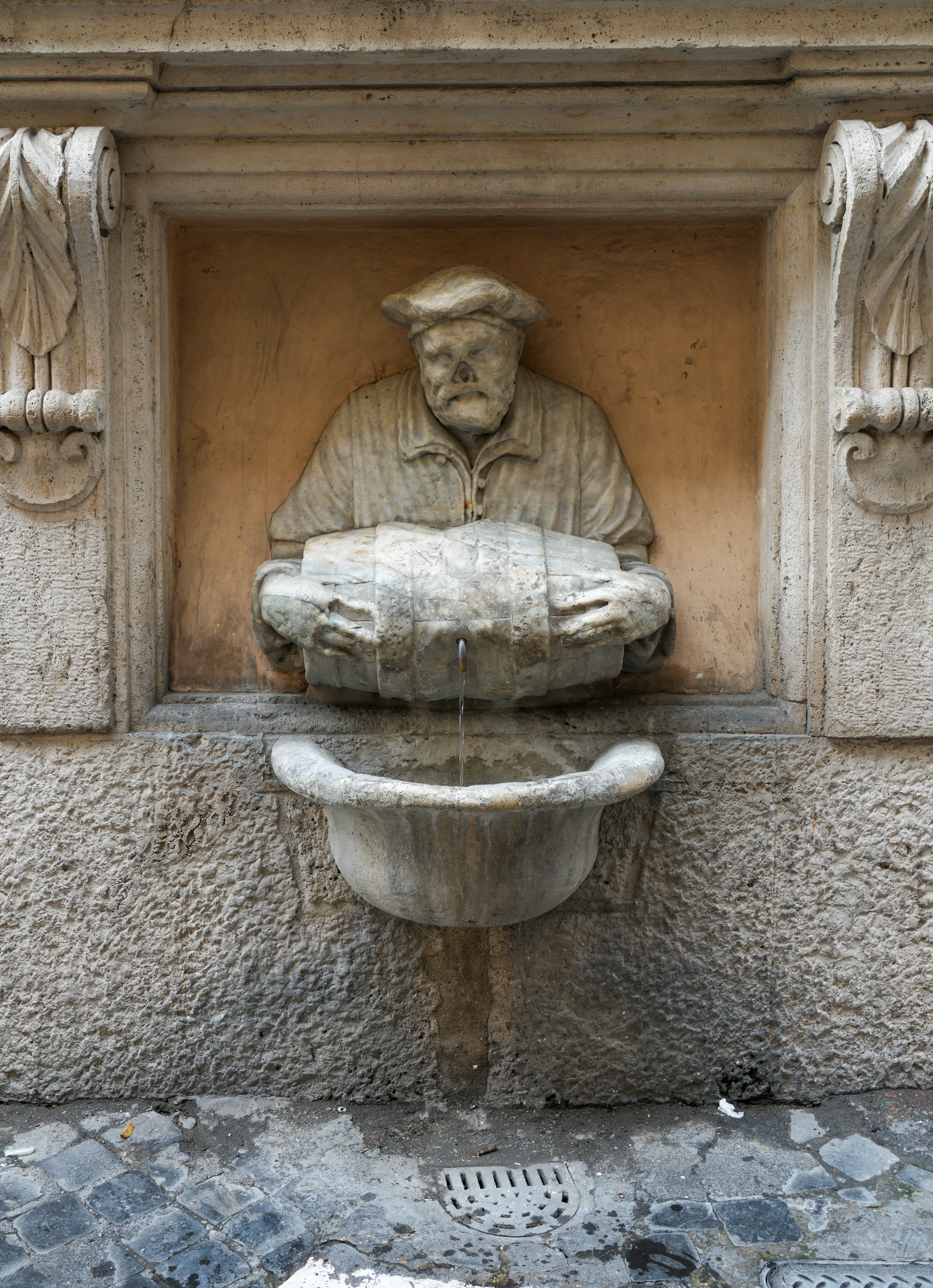
Facchino